# 初代武蔵大掾是一
初代武蔵大掾是一（しょだいむさしだいじょうこれかず、石堂是一）は、江戸時代の武蔵国の刀工。俗名川上左近。
新刀上作にして良業物。江戸石堂派の代表工。近江国蒲生郡出身とされ、備前国一文字助宗の末裔という。江戸に移住して作刀した。作柄としては地鉄に乱れ映りが立ち、匂出来に小沸のついた大丁子刃を焼くなど、鎌倉時代の福岡一文字派の作を狙ったものが多いが、古作に比して反りが浅く、地鉄が小板目肌の詰んだものが多く、また鎬地に柾目肌が強く出て刃文がこずむ点で一文字と異なる。是一の名は明治に至るまで襲名されており、幕末の運寿是一は特に名人として名高い。